# العلاقات الإريترية النيكاراغوية
العلاقات الإريترية النيكاراغوية هي العلاقات الثنائية التي تجمع بين إريتريا ونيكاراغوا.

## مقارنة بين البلدين
هذه مقارنة عامة ومرجعية للدولتين:
| وجه المقارنة                                              | إريتريا                                      | نيكاراغوا        |
| --------------------------------------------------------- | -------------------------------------------- | ---------------- |
| المساحة (كم2)                                             | 117.60 ألف                                   | 130.38 ألف       |
| عدد السكان (نسمة)                                         | 6.33 مليون                                   | 6.22 مليون       |
| الكثافة السكانية (ن./كم²)                                 | 53.83                                        | 47.71            |
| العاصمة                                                   | أسمرة                                        | ماناغوا          |
| اللغة الرسمية                                             | اللغة التغرينية، اللغة العربية، لغة إنجليزية | اللغة الإسبانية  |
| العملة                                                    | ناكفا                                        | كوردبا نيكاراغوا |
| الناتج المحلي الإجمالي (بليون دولار)                      | 2.61 مليار                                   | 13.81 مليار      |
| الناتج المحلي الإجمالي (تعادل القوة الشرائية) بليون دولار |                                              | 31.63 مليار      |
| الناتج المحلي الإجمالي الاسمي للفرد دولار أمريكي          |                                              | 2.09 ألف         |
| الناتج المحلي الإجمالي للفرد دولار أمريكي                 |                                              | 4.92 ألف         |
| مؤشر التنمية البشرية                                      | 0.391                                        | 0.631            |
| رمز المكالمات الدولي                                      | +291                                         | +505             |
| رمز الإنترنت                                              | .er                                          | .ni              |
| المنطقة الزمنية                                           | ت ع م+03:00                                  | 00               |

## منظمات دولية مشتركة
يشترك البلدان في عضوية مجموعة من المنظمات الدولية، منها:
| علم المنظمة | اسم المنظمة                        | تاريخ انضمام إريتريا | تاريخ انضمام نيكاراغوا |
| ----------- | ---------------------------------- | -------------------- | ---------------------- |
|             | مؤسسة التمويل الدولية              | 11 أكتوبر 1995       | 20 يوليو 1956          |
|             | منظمة حظر الأسلحة الكيميائية       | ?                    | ?                      |
|             | يونسكو                             | 2 سبتمبر 1993        | 22 فبراير 1952         |
|             | الاتحاد الدولي للاتصالات           | 6 أغسطس 1993         | 12 مايو 1926           |
|             | الأمم المتحدة                      | 28 مايو 1993         | 24 أكتوبر 1945         |
|             | منظمة الشرطة الجنائية الدولية      | ?                    | ?                      |
|             | البنك الدولي للإنشاء والتعمير      | 6 يوليو 1994         | 14 مارس 1946           |
|             | الاتحاد البريدي العالمي            | ?                    | ?                      |
|             | مؤسسة التنمية الدولية              | 6 يوليو 1994         | 30 ديسمبر 1960         |
|             | وكالة ضمان الاستثمار متعدد الأطراف | 10 سبتمبر 1996       | 12 يونيو 1992          |

## وصلات خارجية
- موقع وزارة الخارجية النيكاراغوية